# Villanueva de la Peña (Palencia)
Villanueva de la Peña es una pedanía del municipio de Castrejón de la Peña, en la provincia de Palencia. Este lugar está situado a 1180m de altura, recostando en la ladera sur de la Peña Redonda (1993m).

## Demografía
Evolución de la población en el siglo XXI
| Gráfica de evolución demográfica de Villanueva de la Peña entre 2000 y 2020 |
|                                                                             |
| Población de derecho (2000-2020) según el padrón municipal del INE          |

## Historia
A la caída del Antiguo Régimen la localidad se constituye en municipio constitucional y que en el censo de 1842 contaba con 17 hogares y 88 vecinos, para posteriormente integrarse en Castrejón de la Peña.

### SigloXIX
Así se describe a Villanueva de la Peña en la página 215 del tomo XVI del Diccionario geográfico-estadístico-histórico de España y sus posesiones de Ultramar, obra impulsada por Pascual Madoz a mediados del siglo XIX:

VILLANUEVA DE LA PEÑA

Lugar agregado al ayuntamiento de Castrejón en la provincia y diócesis de Palencia (17 leguas), partido judicial de Cervera de Río Pisuerga (4), audiencia territorial y capitanía general de Valladolid.
Situado en terreno quebrado en el valle de Respenda; su clima es frío y sano, bien ventilado.
Consta de 24 casas de pocas comodidades; escuela por temporada; la iglesia parroquial (San Martín) es de entrada y provisión ordinaria.
El término confina por N Retanal de las Llantas; E Traspeña; S Castrejón y Velilla de Tarilonte.
El terreno es quebrado y poco productivo; los caminos son locales y malos.
Producciones: trigo, centeno, cebada, avena, y algunas legumbres; ganado lanar, cabrío y vacuno; caza de liebres y perdices. 
Industria: la agrícola.
Población: 16 vecinos, 89 almas.

Capital productivo: 79.200 reales. Imponible: 1.674.

## Patrimonio
- Iglesia de San Martín: en lo alto de una pequeña loma, con una bella portada de transición románico-gótica.
- Casa del Pueblo.
- Lavadero.
- Campanillo.Es el monumento más característico de villanueva
- Poza.
- Ermita.
- Parque

## Turismo
- Zona de pícnic
- Subida a la Peña Redonda

## Personalidades
- Conrado Rodríguez Gutiérrez: (Villanueva de la Peña, 1901-Paracuellos de Jarama, 1936), beato y mártir.